# کتی دونکان
کتی دونکان (انگلیسی: Katie Duncan؛ زادهٔ ۱ فوریهٔ ۱۹۸۸) بازیکن فوتبال اهل نیوزیلند است که در حال حاضر برای باشگاه فوتبال اونهونگا اسپورتس بازی می‌کند.
از باشگاه‌هایی که در آن بازی کرده است می‌توان به باشگاه فوتبال ایسترن سابوربس ای‌اف‌سی اشاره کرد.
وی همچنین در تیم‌های ملی فوتبال زیر ۲۰ سال و بزرگسالان زنان نیوزیلند بازی کرده است.

## زندگی شخصی
کتی دونکان با همسرش، پرسیلا دونکان، که یک بازیکن فوتبال دیگر نیوزیلندی است، ازدواج کرده است. پیش از ازدواج نام خانوادگی کتی دونگان، هویل بود. این زوج دو فرزند دارند که در سال‌های ۲۰۱۹ و ۲۰۲۱ به دنیا آمده‌اند. او دارای مدرک لیسانس تربیت بدنی از دانشگاه اوکلند است.

## دوران باشگاهی
کتی دونکان در آستانه فصل ۲۰۱۳–۱۴ به تیم باشگاه فوتبال زنان ملبورن ویکتوری پیوست.
در ژانویه ۲۰۱۴، کتی دونکان توافق کرد تا به تیم انگلیسی باشگاه فوتبال زنان ناتس کانتی بپیوندد. در سال ۲۰۱۶، او با باشگاه فوتبال زنان زوریخ قرارداد امضا کرد.

## دوران ملی
کتی دونکان در سطح سنی زیر ۲۰ سال برای تیم ملی فوتبال زنان نیوزیلند بازی کرده و در جام جهانی زنان زیر ۲۰ سال ۲۰۰۶ و جام جهانی زنان زیر ۲۰ سال ۲۰۰۸ در کشور شیلی شرکت داشت. او در ۱۴ نوامبر ۲۰۰۶ در یک بازی مقابل تیم ملی فوتبال زنان چین اولین بازی خود را برای تیم بزرگسالان نیوزیلند انجام داد و در جام جهانی فوتبال زنان ۲۰۰۷ در کشور چین نیز حضور داشت. در آن بازی‌ها تیم ملی فوتبال زنان نیوزیلند، با نتیجه ۵ بر صفر مقابل تیم ملی فوتبال زنان برزیل و نتایج مشابه ۲ بر صفر مقابل تیم ملی فوتبال زنان دانمارک و تیم ملی فوتبال زنان چین مغلوب شد.
دونکان همچنین به تیم ملی فوتبال زنان نیوزیلند برای شرکت در بازی‌های المپیک تابستانی ۲۰۰۸ دعوت شد و در این مسابقات، تیم ملی فوتبال زنان نیوزیلند با تیم ملی فوتبال زنان ژاپن به تساوی ۲–۲ رسید و سپس به تیم ملی فوتبال زنان نروژ (۰–۱) و تیم ملی فوتبال زنان برزیل (۰–۴) باخت.
او اولین و تنها گل ملی خود را در یک پیروزی قاطع ۱۰–۰ برابر تیم ملی فوتبال زنان جزایر کوک در جام ملت‌های فوتبال زنان اقیانوسیه در ۱ اکتبر ۲۰۱۰ به ثمر رساند.
دونکان در جام جهانی فوتبال زنان ۲۰۱۱ بازی کرد و در این مسابقات، پنجاهمین بازی ملی خود را در جریان یک شکست ۲–۱ برابر تیم ملی فوتبال زنان انگلستان در مرحله گروهی انجام داد.
او بخشی از تیم‌های المپیک ۲۰۱۲ و ۲۰۱۶ نیوزیلند نیز بود و در تمامی سه بازی نیوزلند در جام جهانی فوتبال زنان ۲۰۱۵ در کانادا بازی کرد. کتی دونکان در سال ۲۰۱۷ بازنشسته شد، اما سپس برای حضور در چهارمین جام جهانی زنان خود در سال ۲۰۱۹ در فرانسه از بازنشستگی خارج شد. در ۱۱ اکتبر ۲۰۱۹، کتی دونکان اعلام کرد که از فوتبال ملی به صورت مطلق بازنشسته شده است.
کتی هویل دونکان، در دوران بازی خود برای تیم ملی فوتبال زنان نیوزیلند ۱۲۵ بار به میدان رفت.